# THE LINDA!
THE LINDA!（ザ リンダ）は日本の5人組ポップスバンドである。2007年にバンド名をLINDA LOUよりTHE LINDA!へと改名。

## メンバー
- Ken（永井健、Vocal） - 宮城県出身 立教大学卒。現在はバンドのほか理学療法士をつづけるかたわらシンガーソングライターとしても活動する。
- nisa（立山航洋、Keyboard） - 香川県出身、立教大学卒。音楽スタジオを経営しているほか、作編曲家、エンジニア、マニピュレーターとしても活動する。
- Akiyuki（立山秋航、 Drums） - 香川県出身、洗足学園音楽大学卒。キーボードnisaの弟。作編曲家としても活動する。
- Yu（寺岡佑、Guitar） - 兵庫県出身、立教大学卒。藤田淳之介(Sax, ex.Clacks, TRI4TH)とのユニットGeneration GAP などでも活動。
- Tomoya（樫村智也、Bass） - 茨城県出身、ESPミュージカルアカデミー卒。ベーシスト「カシムラトモヤ」表記でGAKU-MCのレコーディングや伊藤かな恵のツアーにも参加。

### 過去に在籍していたメンバー
- Takao（川端孝雄、Bass、2002年 - 2005年）

## 来歴
2002年5月、当時立教大学軽音楽部の部員だったメンバー5人によってバンドが結成される。
2003年9月、バンド名をLINDA LOUとし、正式に活動開始。バンド名の由来は1930年代アメリカのブルースシンガーen:Ray Sharpeの楽曲名「lindalu」から。
2004年3月、初のCD「LINDA LOU」をリリース。これにともないビーインググループ内の製作レーベルZain Productsと契約、以後在籍する事となる。
2005年8月、ベースのTakaoが脱退。新たなメンバーとしてTomoyaがバンドに参加。
2007年5月、ビーイングとの契約が終了する。バンド名をTHE LINDA!に改名。同年に自主レーベルLINDA HOUSEを立ち上げ、再度インディーズ活動を開始する。

## ディスコグラフィー

### シングル
- 「LINDA LOU」（2004/3/19）
- 「K・O・I物語」（2005/5/18）
- 「純情BOY」」（2005/9/28）
- 「LIVE TRAIN/ありがとうのVibe」（2007/7/18）

### アルバム
- 「FIRST LOU」（2004/7/7）
- 「SECOND BANANA」（2005/4/6）
- 「THIRD ONYX」（2006/7/29）

収録曲「Friday Night」はUSENインディーズカウントダウンで2006年10月度1位、2007年2月度・3月度2位にランクインするなど、7ヶ月連続でTOP10入りを果たした。
- 「FOUR TUNES」（2007/12/19）

### VHS/DVD
- 「FILM TRAIN Ⅰ」（2006/11/2）2006年8月2日の代官山UNITでのワンマンライブを収録したもの。

### 未発売音源・その他
- 「I/O Crockwise」（2002年自主制作シングル盤）廃盤
- 「I/O Crockwise」（2002年自主制作アルバム）廃盤
- 「秋Demo」（2002年自主制作ミニアルバム）配布のみ
- 「新宿猫〜Live Version～」（2004年）配布のみ
- 「Silent Night」（2004年）配布のみ
- 「ふたりと街のメロディ」（2004年）配布のみ
- 「カンナ〜未来の花〜」（2006年）配布のみ （4thアルバムに収録の同名曲別Version）
- 「桜麗」（2006年）期間限定配信（4thアルバムに収録の同名曲別Version）
- 「裏リンダVol.1」（2007年ライブアルバム）廃盤

### 楽曲提供
立山秋航
⇒当該ページを参照

### 客演作品
- 岩田さゆり

「世界≒セカイ」（2006年）PV出演